# James Frank (Kriminologe)
James Frank (* 1952 in Cincinnati) ist ein US-amerikanischer Rechtswissenschafter und Kriminologe sowie emeritierter Professor der University of Cincinnati. Er amtierte 2013/14 als 51. Präsident der Academy of Criminal Justice Sciences (ACJS).

## Leben
Frank machte 1970 das Bachelor-Examen in amerikanischer Geschichte an der University of Cincinnati, anschließend studierte er Rechtswissenschaft an der Ohio Northern University und praktizierte nach Studienabschluss knapp fünf Jahre in einer Rechtsanwaltskanzlei in Cincinnati. Nachdem er aus dem Antwaltsberuf ausgeschieden war, wurde er an der University of Cincinnati und dem Wilmington College als Dozent in der juristischen Ausbildung und in Studienprogrammen für Inhaftierte tätig. Begleitend arbeitete er an einem Master-Abschluss (Strafrecht), wobei er auch Gespräche mit Teilnehmern der Inhaftierten-Programm auswertete.
Nach dem Master-Examen übernahm Frank für drei Jahre eine Dozentenstelle am Kentucky Wesleyan College, dann wechselte er in das Doktorandenprogramm der Michigan State University. Schon ein Jahr vor seiner Promotion zum Ph.D. (Strafrecht und Kriminologie) ging er zurück an die Universität Cincinnati, wo er von 1996 bis 2008 Associate Professor war und seit 2008 Professor für Strafrecht ist.